# آپاچی کریک (نیومکزیکو)
آپاچی کریک، نیومکزیکو (به انگلیسی: Apache Creek) یک منطقهٔ مسکونی در ایالات متحده آمریکا است که در شهرستان کترون، نیومکزیکو واقع شده‌است. آپاچی کریک ۲۱٫۲۸ کیلومتر مربع مساحت و ۶۷ نفر جمعیت دارد.